# دبة (حبيش)

تعديل مصدري - تعديل

دبة محلة تابعة لقرية زاجر، التابعة لعزلة بني شبيب بمديرية حبيش إحدى مديريات محافظة إب في الجمهورية اليمنية، بلغ تعداد سكانها 45 حسب تعداد اليمن لعام 2004.